# Lijst van voetbalinterlands Zuid-Korea - Zweden
Deze lijst van voetbalinterlands is een overzicht van alle officiële voetbalwedstrijden tussen de nationale teams van Zuid-Korea en Zweden. De landen hebben tot op heden vijf keer tegen elkaar gespeeld. De eerste ontmoeting was op 5 augustus 1948 tijdens de Olympische Zomerspelen 1948 op Selhurst Park in Londen (Verenigd Koninkrijk). Het laatste duel, een groepswedstrijd tijdens het Wereldkampioenschap voetbal 2018, vond plaats op 18 juni 2018 in Nizjni Novgorod (Rusland).

## Wedstrijden
| № | Plaats          | Datum            | Competitie        | Wedstrijd           | Uitslag |
| - | --------------- | ---------------- | ----------------- | ------------------- | ------- |
| 1 | Londen          | 5 augustus 1948  | OS 1948           | Zweden − Zuid-Korea | 12 − 0  |
| 2 | Seoel           | 16 mei 1996      | Vriendschappelijk | Zuid-Korea − Zweden | 0 − 2   |
| 3 | Carson          | 22 januari 2005  | Vriendschappelijk | Zweden − Zuid-Korea | 1 − 1   |
| 4 | Seoel           | 12 november 2005 | Vriendschappelijk | Zuid-Korea − Zweden | 2 − 2   |
| 5 | Nizjni Novgorod | 18 juni 2018     | WK 2018           | Zweden – Zuid-Korea | 1 − 0   |

## Samenvatting
| Competitie        | Totaal gespeeld | Winst Zuid-Korea | Gelijk | Winst Zweden | Doelsaldo Zuid-Korea – Zweden |
| ----------------- | --------------- | ---------------- | ------ | ------------ | ----------------------------- |
| WK-eindronde      | 1               | 0                | 0      | 1            | 0 − 1                         |
| Olympische Spelen | 1               | 0                | 0      | 1            | 0 − 12                        |
| Vriendschappelijk | 3               | 0                | 2      | 1            | 3 − 5                         |
| Totaal            | 5               | 0                | 2      | 3            | 3 − 18                        |

## Details

### Eerste ontmoeting
| Olympische Spelen 1948 (Londen, Verenigd Koninkrijk, 5 augustus 1948): |        |            |
| Zweden | 12 – 0 | Zuid-Korea |
| Nils Liedholm 11' Gunnar Nordahl 25' Gunnar Gren 27' Gunnar Nordahl 40' Nils Carlsson 61' Nils Liedholm 62' Nils Carlsson 64' Kjell Rosén 72' Gunnar Nordahl 78' Gunnar Nordahl 80' Nils Carlsson 82' Kjell Rosén 85' | goals  |            |

### Tweede ontmoeting
| Vriendschappelijk (Seoel, Zuid-Korea, 16 mei 1996): |              | |
| Zuid-Korea | 0 – 2        | Zweden |
| | goals        | 12' Martin Dahlin 58' Anders Limpar |
| Park Jong-Hwan | bondscoach   | Tommy Svensson |
| Kim Bong-Soo Hong Myung-bo Huh Ki-Tae Park Jung-Bae Shin Hong-Ki Kang Cheol 46' Shin Tae-Yong 46' Seo Jung-Won 60' Kim Hyun-seok 60' Ha Seok-Joo 63' Ko Jung-Woon 46' | opstellingen | 46' Bengt Andersson 46' Roland Nilsson Patrik Andersson Joachim Björklund Gary Sundgren Anders Limpar 63' Håkan Mild Pär Zetterberg Jonas Thern Martin Dahlin 75' Kennet Andersson |
| Choi Moon-Shik 46' Park Tae-Ha 46' Park Keon-Ha 46' Han Jung-Gook 60' Roh Sang-Rae 60' Lee Young-Sang 63'                                                             | wissels      | 46' Jonnie Fedel 46' Teddy Lučić 63' Niclas Alexandersson 75' Jörgen Pettersson |

### Derde ontmoeting
| Vriendschappelijk (Carson, Verenigde Staten, 22 januari 2005): |              | |
| Zweden | 1 – 1        | Zuid-Korea |
| Markus Rosenberg 86' | goals        | 70' Chung Kyung-Ho |
| Lars Lagerbäck | bondscoach   | Jo Bonfrère |
| Eddie Gustafsson Christoffer Andersson Fredrik Risp Teddy Lučić Mikael Dorsin Niclas Alexandersson Daniel Andersson Martin Ericsson Tobias Hysén 72' George Mourad 72' Fredrik Berglund | opstellingen | Lee Woon-jae Yoo Kyung-Ryul Park Jae-Hong Kim Jin-kyu 71' Kim Sang-Sik 87' Kim Nam-il Kim Dong-Jin Chung Kyung-Ho Park Kyu-Seon 78' Lee Dong-Gook 65' Kung Do-Nam |
| Petter Andersson 72' Markus Rosenberg 72' | wissels      | 65' Choi Sung-kuk 71' Kim Do-Heon 78' Kim Dong-hyun 87' Kim Jung-woo                                                                                              |
| Mikael Dorsin 59' | gele kaarten | 62' Park Kyu-Seon 88' Park Jae-Hong |
| - Debuut van Tobias Hysén (Djurgårdens IF), Petter Andersson (Hammarby IF), George Mourad (IFK Göteborg) en Markus Rosenberg (Malmö FF) voor Zweden.                                    |              | |

### Vierde ontmoeting
| Vriendschappelijk (Seoel, Zuid-Korea, 12 november 2005):                                                                                                 |              | |
| Zuid-Korea | 2 – 2        | Zweden |
| Ahn Jung-hwan 7' Kim Young-chul 52' | goals        | 9' Johan Elmander 57' Markus Rosenberg |
| Dick Advocaat | bondscoach   | Lars Lagerbäck |
| Lee Woon-jae Choi Jin-Chul Choi Kim Young-Chul Lee Young-pyo Kim Dong-Jin Lee Ho Cho Won-Hee Park Ji-sung 69' Park Joo-Young Ahn Jung-hwan Seol Ki-hyeon | opstellingen | Eddie Gustafsson Mikael Dorsin Teddy Lučić 59' Fredrik Risp Alexander Östlund Niclas Alexandersson Tobias Hysén Tobias Linderoth 70' Anders Svensson 77' Johan Elmander 43' Marcus Allbäck |
| Kim Doo-Hyun 69' | wissels      | 43' Markus Rosenberg 59' Daniel Majstorović 70' Daniel Andersson 77' Fredrik Berglund |
| Ahn Jung-hwan 81' | gele kaarten | 36' Marcus Allbäck 68' Markus Rosenberg 87' Alexander Östlund |

KFA · A-internationals · Selecties · Bondscoaches · Zuid-Koreaans vrouwenelftal · Olympisch elftal · Zuid-Korea U21 · Zuid-Korea U20 · Zuid-Korea U19 · Zuid-Korea U18 · Zuid-Korea U17
1940 – 1949 ·
1950 – 1959 ·
1960 – 1969 ·
1970 – 1979 ·
1980 – 1989 ·
1990 – 1999 ·
2000 – 2009 ·
2010 – 2019 ·
2020 − 2029
WK 1954 · 
WK 1986 · 
WK 1990 · 
WK 1994 · 
WK 1998 · 
WK 2002 · 
WK 2006 · 
WK 2010 · 
WK 2014 · 
WK 2018
OS 1948 ·
OS 1964 ·
OS 1988 ·
OS 1992 ·
OS 1996 ·
OS 2000 ·
OS 2004 ·
OS 2008 ·
OS 2012 ·
OS 2016 ·
OS 2020
1948 ·
1949 ·
1950 · 
1951 · 1952 · 
1953 · 
1954 · 
1955 · 
1956 · 
1957 · 
1958 · 
1959 ·
1960 · 
1961 · 
1962 · 
1963 · 
1964 · 
1965 · 
1966 · 
1967 · 
1968 · 
1969 ·
1970 · 
1971 · 
1972 · 
1973 · 
1974 · 
1975 · 
1976 · 
1977 · 
1978 · 
1979 ·
1980 · 
1981 · 
1982 · 
1983 · 
1984 · 
1985 · 
1986 · 
1987 · 
1988 · 
1989 ·
1990 ·
1991 · 
1992 · 
1993 · 
1994 · 
1995 · 
1996 · 
1997 · 
1998 · 
1999 · 
2000 · 
2001 · 
2002 · 
2003 · 
2004 · 
2005 · 
2006 · 
2007 · 
2008 · 
2009 · 
2010 · 
2011 ·
2012 ·
2013 ·
2014 ·
2015 ·
2016 ·
2017 ·
2018 ·
2019 ·
2020 ·
2021 ·
2022 ·
2023 ·
2024
Afghanistan ·
Algerije ·
Angola ·
Argentinië ·
Australië ·
Bahrein ·
Bangladesh ·
België ·
Bolivia ·
Bosnië en Herzegovina ·
Brazilië ·
Brunei ·
Bulgarije ·
Burkina Faso ·
Cambodja ·
Canada ·
Chili ·
China ·
Colombia ·
Costa Rica ·
Cuba ·
Denemarken ·
Duitsland ·
Ecuador ·
Egypte ·
El Salvador ·
Engeland ·
Filipijnen ·
Finland ·
Frankrijk ·
Georgië ·
Ghana ·
Griekenland ·
Guam ·
Guatemala ·
Haïti ·
Honduras ·
Hongarije ·
Hongkong ·
IJsland ·
India ·
Indonesië ·
Irak ·
Iran ·
Israël ·
Italië ·
Ivoorkust ·
Jamaica ·
Japan ·
Jemen ·
Joegoslavië ·
Jordanië ·
Kameroen ·
Kazachstan ·
Kenia ·
Kirgizië ·
Koeweit ·
Kroatië ·
Laos ·
Letland ·
Libanon ·
Libië ·
Luxemburg ·
Macau ·
Malediven ·
Maleisië ·
Mali ·
Malta ·
Marokko ·
Mexico ·
Moldavië ·
Mongolië ·
Myanmar ·
Nederland ·
Nepal ·
Nieuw-Zeeland ·
Nigeria ·
Noord-Ierland ·
Noord-Korea ·
Noord-Macedonië ·
Noorwegen ·
Oekraïne ·
Oezbekistan ·
Oman ·
Pakistan ·
Palestina ·
Panama ·
Paraguay ·
Peru ·
Polen ·
Portugal ·
Qatar ·
Roemenië ·
Rusland ·
Saoedi-Arabië ·
Schotland ·
Senegal ·
Servië ·
Servië en Montenegro ·
Singapore ·
Slowakije ·
Soedan ·
Spanje ·
Sri Lanka ·
Syrië ·
Tadzjikistan ·
Taiwan ·
Thailand ·
Togo ·
Trinidad en Tobago ·
Tsjechië ·
Tunesië ·
Turkije ·
Turkmenistan ·
Uruguay ·
Venezuela ·
Verenigde Arabische Emiraten ·
Verenigde Staten ·
Vietnam ·
Wales ·
Wit-Rusland ·
Zambia ·
Zuid-Jemen ·
Zuid-Vietnam ·
Zweden ·
Zwitserland
Algerije (2014) · 
Australië (2015, 2) ·
België (2014) · 
Duitsland (2018) · 
Frankrijk (2006) · 
Griekenland (2010) ·
Mexico (2018) ·
Nigeria (2010) · 
Portugal (2022) · 
Rusland (2014) · 
Togo (2006) · 
Zweden (2018) ·
Zwitserland (2006)
SvFF · A-internationals · Selecties · Bondscoaches · Zweeds vrouwenelftal · Olympisch elftal · Zweden U21 · Zweden U20 · Zweden U19 · Zweden U18 · Zweden U17 · Zweden U16 · Vrouwen U17
1908 – 1919 ·
1920 – 1929 ·
1930 – 1939 ·
1940 – 1949 ·
1950 – 1959 ·
1960 – 1969 ·
1970 – 1979 ·
1980 – 1989 ·
1990 – 1999 ·
2000 – 2009 ·
2010 – 2019 ·
2020 − 2029
EK 1960 · 
EK 1964 · 
EK 1968 · 
EK 1972 · 
EK 1976 · 
EK 1980 · 
EK 1984 · 
EK 1988 · 
EK 1992 ·
EK 1996 · 
EK 2000 ·
EK 2004 ·
EK 2008 ·
EK 2012 · 
EK 2016 · 
EK 2020
WK 1930 · 
WK 1934 ·
WK 1938 ·
WK 1950 ·
WK 1954 · 
WK 1958 ·
WK 1962 · 
WK 1966 · 
WK 1970 ·
WK 1974 ·
WK 1978 ·
WK 1982 · 
WK 1986 · 
WK 1990 ·
WK 1994 ·
WK 1998 · 
WK 2002 ·
WK 2006 ·
WK 2010 · 
WK 2014 · 
WK 2018
OS 1908 · 
OS 1912 · 
OS 1920 · 
OS 1924 · 
OS 1928 · 
OS 1932 · 
OS 1936 · 
OS 1948 · 
OS 1952 · 
OS 1956 · 
OS 1964 · 
OS 1968 · 
OS 1972 · 
OS 1976 · 
OS 1980 · 
OS 1984 · 
OS 1988 · 
OS 1992 · 
OS 1996 · 
OS 2000 · 
OS 2004 · 
OS 2008 · 
OS 2012 · 
OS 2016
1908 · 
1909 · 
1910 · 
1911 · 
1912 · 
1913 · 
1914 · 
1915 · 
1916 · 
1917 · 
1918 · 
1919 · 
1920 · 
1921 · 
1922 · 
1923 · 
1924 · 
1925 · 
1926 · 
1927 · 
1928 · 
1929 · 
1930 · 
1931 · 
1932 · 
1933 · 
1934 · 
1935 · 
1936 · 
1937 · 
1938 · 
1939 · 
1940 ·
1941 ·
1942 ·
1943 ·
1944  ·
1945 · 
1946 · 
1947 · 
1948 · 
1949 · 
1950 · 
1952 · 
1952 · 
1953 · 
1954 · 
1955 · 
1956 · 
1957 · 
1958 · 
1959 ·
1960 · 
1961 · 
1962 · 
1963 · 
1964 · 
1965 · 
1966 · 
1967 · 
1968 · 
1969 ·
1970 · 
1971 · 
1972 · 
1973 · 
1974 · 
1975 · 
1976 · 
1977 · 
1978 · 
1979 ·
1980 · 
1981 · 
1982 · 
1983 · 
1984 · 
1985 · 
1986 · 
1987 · 
1988 · 
1989 · 
1990 · 
1991 · 
1992 · 
1993 · 
1994 · 
1995 · 
1996 · 
1997 · 
1998 · 
1999 · 
2000 · 
2001 · 
2002 · 
2003 · 
2004 · 
2005 · 
2006 · 
2007 · 
2008 · 
2009 · 
2010 · 
2011 · 
2012 · 
2013 · 
2014 · 
2015 · 
2016 · 
2017 · 
2018 ·
2019 ·
2020 ·
2021
Albanië ·
Algerije ·
Argentinië ·
Armenië ·
Australië ·
Azerbeidzjan ·
Bahrein ·
Barbados ·
België ·
Bosnië en Herzegovina ·
Botswana ·
Brazilië ·
Bulgarije ·
Chili ·
China ·
Colombia ·
Costa Rica ·
Cuba ·
Cyprus ·
DDR ·
Denemarken ·
Duitsland ·
Ecuador ·
Egypte ·
Engeland ·
Estland ·
Faeröer ·
Finland ·
Frankrijk ·
Georgië ·
Griekenland ·
Hongarije ·
Ierland ·
IJsland ·
Iran ·
Israël ·
Italië ·
Ivoorkust ·
Jamaica ·
Japan ·
Joegoslavië ·
Jordanië ·
Kameroen ·
Kazachstan ·
Kosovo ·
Kroatië ·
Letland ·
Liechtenstein ·
Litouwen ·
Luxemburg ·
Maleisië ·
Malta ·
Mexico ·
Moldavië ·
Montenegro ·
Nederland ·
Nieuw-Zeeland ·
Nigeria ·
Noord-Ierland ·
Noord-Korea ·
Noord-Macedonië ·
Noorwegen ·
Oekraïne ·
Oezbekistan ·
Oman ·
Oostenrijk ·
Paraguay ·
Peru ·
Polen ·
Portugal ·
Qatar ·
Roemenië ·
Rusland ·
San Marino ·
Saoedi-Arabië ·
Schotland ·
Senegal ·
Servië ·
Singapore ·
Slovenië ·
Slowakije ·
Sovjet-Unie ·
Spanje ·
Syrië ·
Thailand ·
Trinidad en Tobago ·
Tsjechië ·
Tsjecho-Slowakije ·
Tunesië ·
Turkije ·
Uruguay ·
Venezuela ·
Verenigde Arabische Emiraten ·
Verenigde Staten ·
Verenigd Koninkrijk ·
Wales ·
Wit-Rusland ·
Zuid-Afrika ·
Zuid-Korea ·
Zwitserland
Brazilië (1958) ·
Duitsland (2006) ·
Duitsland (2018) ·
Engeland (2006) ·
Engeland (2012) ·
Engeland (2018) ·
Frankrijk (2012) ·
Griekenland (2008) ·
Ierland (2016) ·
Italië (2016) ·
Mexico (2018) ·
Oekraïne (2012) ·
Oekraïne (2021) ·
Paraguay (2006) ·
Polen (2021) ·
Rusland (2008) ·
Slowakije (2021) ·
Spanje (2008) ·
Spanje (2021) ·
Trinidad en Tobago (2006) ·
Zuid-Korea (2018) ·
Zwitserland (2018)